# Proceratosaurus
Proceratosaurus — рід хижих тероподних динозаврів із середньої юри (батонського періоду) Англії. Він містить один вид. P. bradleii, відомий із переважно повного черепа та нижніх щелеп. Процератозавр був невеликим динозавром, приблизно 3 метри в довжину. Його назва вказує на те, як його спочатку вважали предком цератозавра, через частково збережену частину гребеня процератозавра, яка зовні нагадує маленький гребінь цератозавра. Однак тепер він вважається целурозавром, зокрема членом родини Proceratosauridae, і одним з найдавніших відомих представників клади Tyrannosauroidea.
Процератозавр був малим динозавром. Під час повторного дослідження 2010 року зроблено оцінку, що його загальна довжина 2,98—3,16 м і маса тіла 28—36 кг. У різних книгах його довжина вказана як 3—4 м, а маса тіла — 50—100 кг.

## Галерея

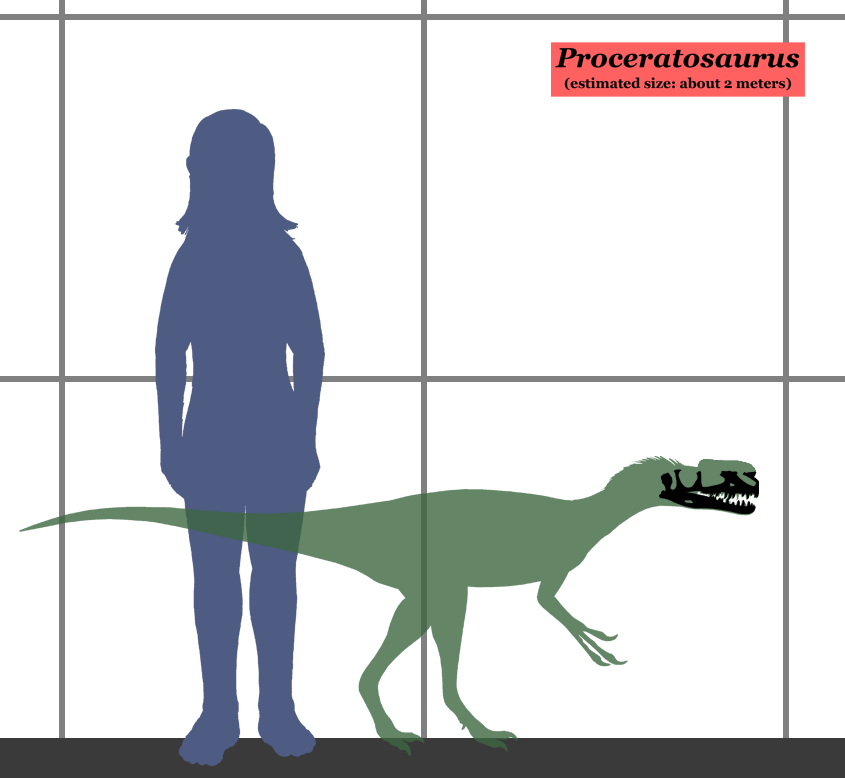
Порівняння розмірів
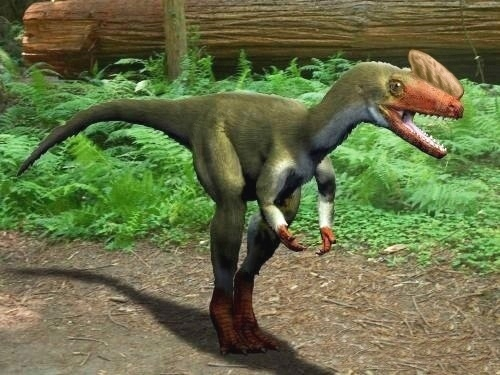
Реконструкція
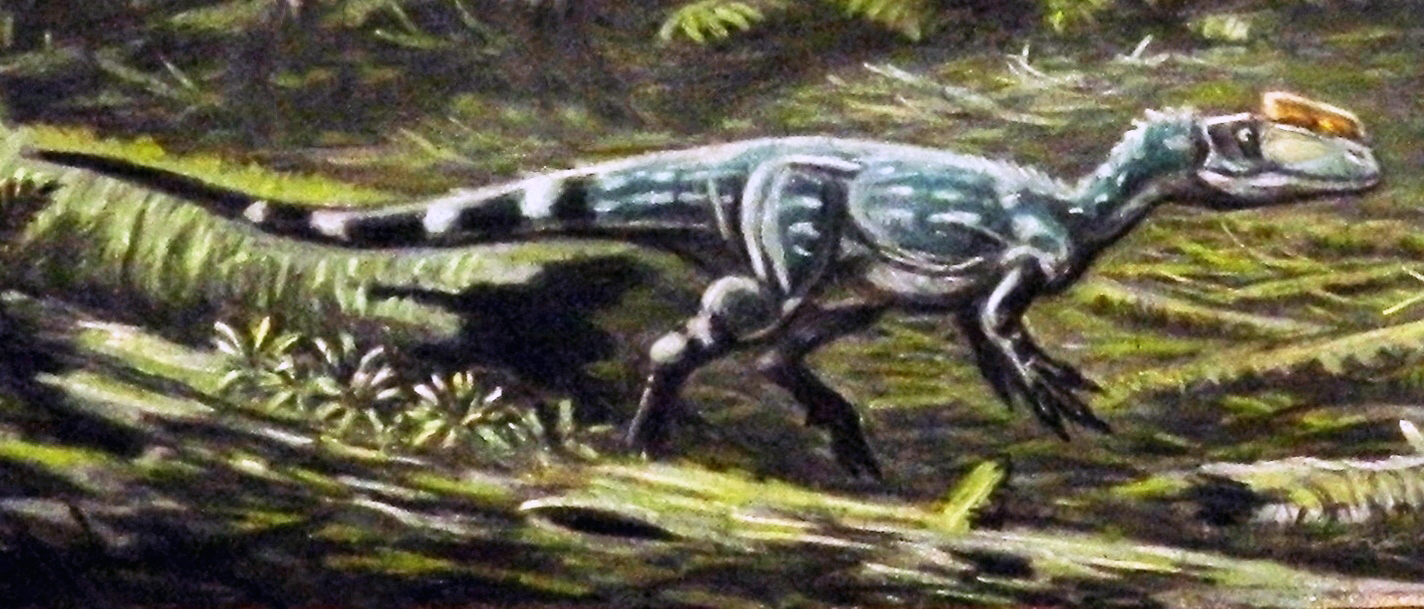
Реставрація